# Gypsophila tomentosa
Gypsophila tomentosa är en nejlikväxtart som beskrevs av Carl von Linné. Gypsophila tomentosa ingår i släktet slöjor, och familjen nejlikväxter. Inga underarter finns listade i Catalogue of Life.